# هاريت آني ويلكينز
هاريت آني ويلكينز (بالإنجليزية: Harriett Annie Wilkins)‏ (1829 - 7 يناير 1888)؛ كاتِبة وشاعرة كندية.